# Tàssies

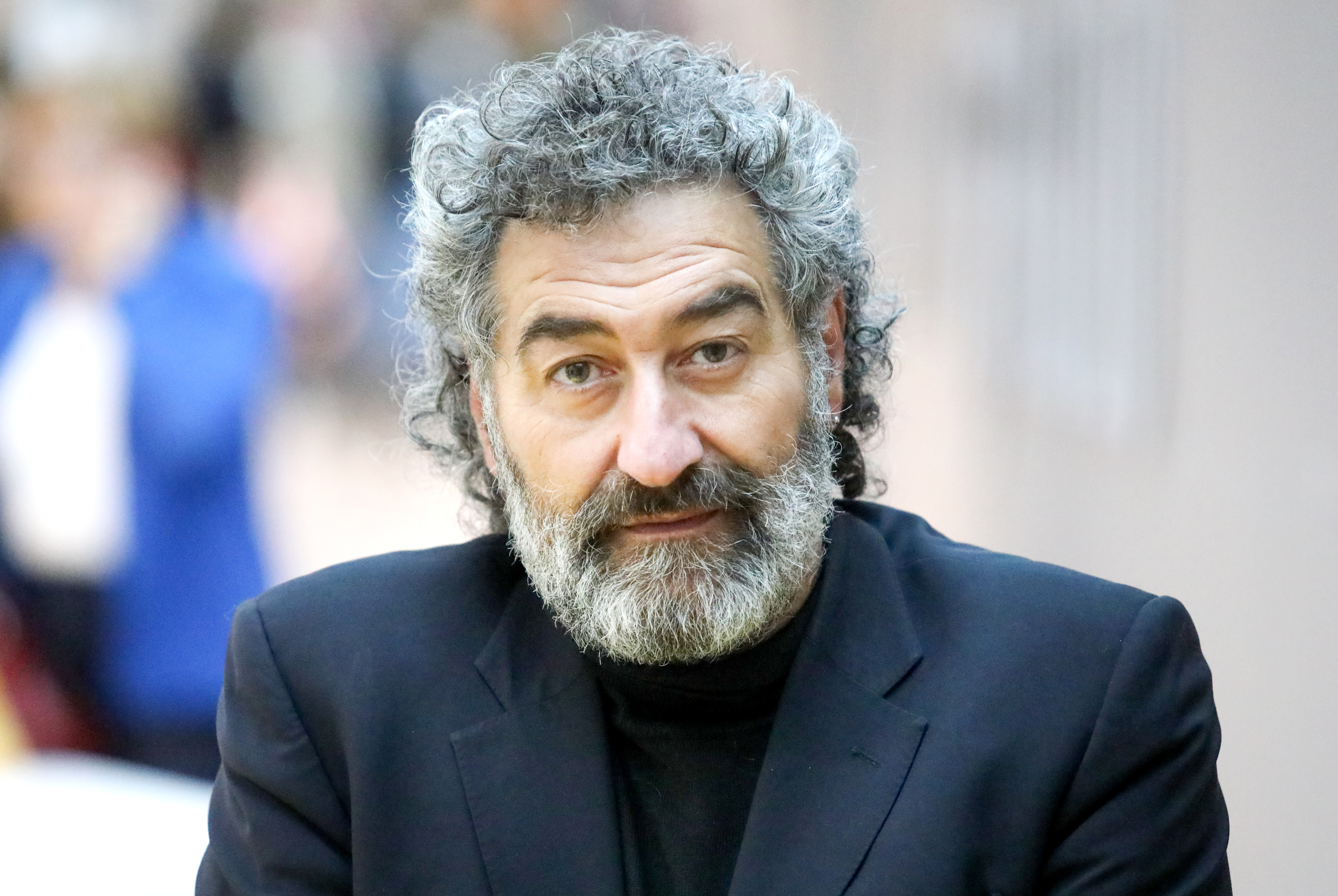
Tàssies (2019)

Josep Antoni Tàssies Penella (* 13. November 1963 in Barbastro, Huesca, Spanien) ist ein katalanischer Karikaturist sowie Autor und Illustrator von Bilderbüchern. Mit Das verschwundene Kind (2018) und Geraubte Namen (2022) wurden zwei seiner Bilderbücher ins Deutsche übersetzt. Zu seinen wichtigsten Auszeichnungen gehören der International Award for Illustration der Bologna Children’s Book Fair (2008) sowie der Grand Prix der Illustrationsbiennale Bratislava (2009).

## Leben
Tàssies schloss 1987 sein Studium der Informationswissenschaften und des Journalismus an der Autonomen Universität Barcelona ab. 1991 erwarb er an der gleichen Universität einen Master in der Fachrichtung Verlagswesen. Seine ersten Zeichnungen wurden 1983 abgedruckt. Tàssies´ Illustrationen, etwa Porträts für Literaturbeilagen, Cartoons und Karikaturen zu gesellschaftspolitischen Themen, sind unter anderem in El País, La Vanguardia und El Periódico de Catalunya erschienen. Er gab an der Escola de la dona - Diputació de Barcelona Seminare zur Illustration von Zeitungen. Tàssies lebt mit seiner Familie im spanischen Brunyola.

## Auszeichnungen
| Jahr | prämiertes Buch        | Auszeichnung                                                                                      |
| ---- | ---------------------- | ------------------------------------------------------------------------------------------------- |
| 2008 | Das verschwundene Kind | International Illustration Award, gestiftet von der Bologna Children’s Book Fair und Fundación SM |
| 2009 | Das verschwundene Kind | Grand Prix der Illustrationsbiennale Bratislava                                                   |

## Werke
| Originalausgabe                                                   | Deutsche Ausgabe                                                                               |
| ----------------------------------------------------------------- | ---------------------------------------------------------------------------------------------- |
| 2008: El nen perdut, Text von Tàssies, Editorial Cruïlla, Spanien | 2018: Das verschwundene Kind, Übersetzung aus dem Katalanischen: Jochen Weber, Edition Bracklo |